# Wileński Batalion Ochotniczy

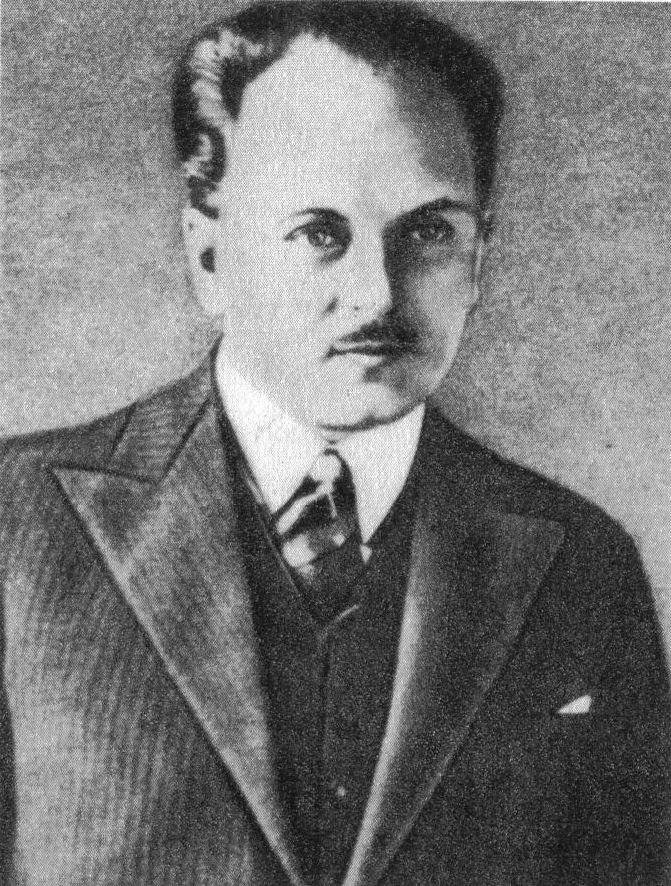
Marian Zyndram-Kościałkowski

Wileński Batalion Ochotniczy – polska jednostka ochotnicza okresu wojny polsko-bolszewickiej. Odebrała znaczącą rolę podczas buntu Żeligowskiego.
Dowódcą jednostki był kpt. Marian Zyndram-Kościałkowski, późniejszy premier Rządu RP (1935–1936).